# Elisabeth Dabers
Elisabeth Dabers, verheiratete Weden (* um 1640; † 1697 in Penzlin) war eine Frau, die mit ihrem Ehemann Christian Weden in der mecklenburgischen Kleinstadt Penzlin lebte und in einem Hexenprozess angeklagt wurde. Nach einem Inquisitionsverfahren wurde sie im Jahre 1697 als angebliche Hexe zum Tode verurteilt und auf einem Scheiterhaufen hingerichtet. Der Prozess war der vorletzte Hexenprozess mit einer Verbrennung in Mecklenburg.

## Leben
Elisabeth Dabers wurde um 1640 geboren. Sie heiratete Christian Weden (* 1643), einen Ackerbürger aus Penzlin. Die Wedens betrieben Feldbau in Penzlin, der Sohn Otto hatte eine Viehwirtschaft am Ort. Die Weden waren ein Geschlecht, dass mit den von Peckatel, von Holstein, von Maltzan als Lokatoren im 13. Jahrhundert das Wendenland um Penzlin für sich vereinnahmten. Sie waren freie Bauern, Dorfschulzen und Kirchenvorstände in den umliegenden Orten. Zahlreiche Flurnamen, auch der Wedensee, die Wehdenfurt, eine ehemalige Mautstelle im Penzliner Zipfel zeugen davon. Die Weden waren in Peckatel nach dem Dreißigjährigen Krieg eine von den drei überlebenden Bauernfamilien mit freien Bauernhöfen. Elisabeth Dabers wurde 1697 des Lehrens der Praktiken der Hexerei in der Stadt beschuldigt. Die Geschichtsschreiber berichten von einer chronischen Geldnot des Erbherren Georg Julius von Maltzan, Freiherr zu Wartenberg und Penzlin (1656–1714). Nach der Familiengeschichte war er „ein rechter Tunichtgut“, der auch in seinen früheren Militärkarrieren „wegen ärgerlichen und hochstrafbaren Handels“ bzw. „wegen schlechter Lebensführung“ wiederholt Probleme hatte und „in wenigen Jahren [... alle] Überbleibsel des einstigen großartigen Besitzes Penzlin zugrundegerichtet“ hatte. Das Aneignen von Grundstücken und Geldern von beschuldeten Bürgern war eine Möglichkeit zu Geld zu kommen. 1702 musste der hochverschuldete Erbherr die Erbherrschaft über Penzlin an seinen Verwandten aus Neuschloss in Schlesien, Hans Heinrich von Maltzan, Freiherr zu Wartenberg und Penzlin (1640–1706) verkaufen.

## Anklage

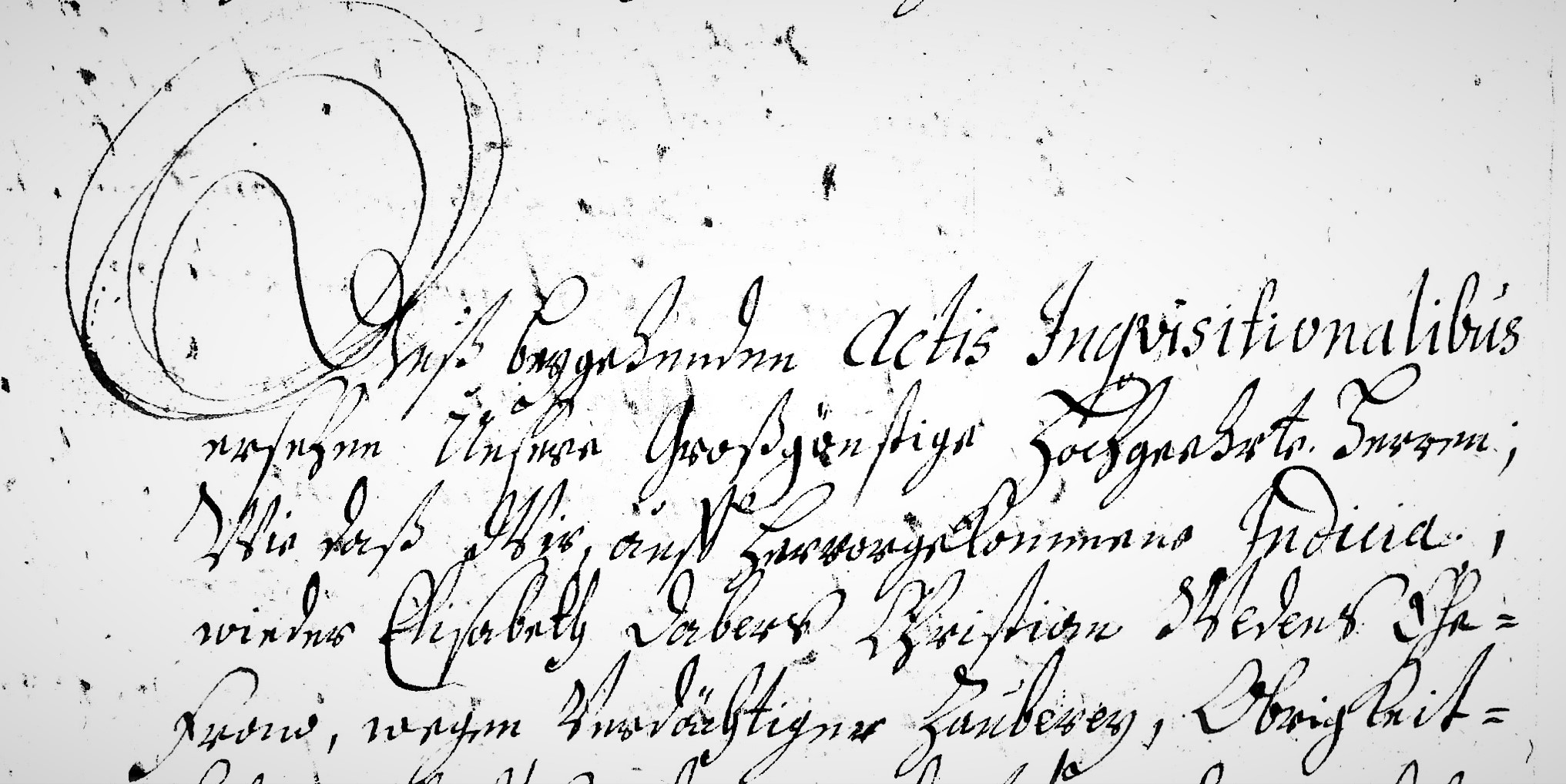
Hexenprozessanzeige-Ausschnitt für Elisabeth Dabers, 1697

1697 wurde Elisabeth Weden, geb. Dabers, erstmals von dem Herrn von Holstein zu Lukow der Hexerei beschuldigt. Der Ruf der Dorfschulzenfamilie Weden war somit geschädigt. Schon 1668 hat man den Jochim Wede(n) aus Rönnfeld, unweit von Penzlin, der Hexerei angeklagt. Sein Haus lag 1668 wüst. Deshalb kann angenommen werden, dass auch er wegen angeblicher Hexerei zu Tode kam. Es wagte sich keiner in dem Haus zu wohnen. Am 30. Juli 1697 wurden folgende Indizien durch eine schriftliche Zeugenaussage des Herrn von Holstein zu Lükow bestätigt: Elisabeth D. würde einer Dirne namens Maria Westpfahl die Zauberei lehren wollen. Ob die Maria Westpfahl auch zu inhaftieren wäre, hinge davon ab: Ob sie von der Inqvisitn bereits verführet. Das Inquisitionsverfahren wegen Verdachts auf Hexerei wurde mit einer Anfrage an die Greifswalder Juristenfakultät am 30. August 1697 eröffnet. Der Gerichtsherr von Penzlin, Georg Julius Freiherr von Maltzahn, wandte sich an die nicht zuständige Universität Greifswald in Pommern, obwohl die Rostocker Universität zuständig war. Der Landesherr von Mecklenburg-Schwerin, Herzog Christian Ludwig I., schrieb in einer Resolution bereits 1688 : Wir [...] sind was die Hexen Sachen betrifft jederzeit der Meynung gewesen, das Brennen einstellen zu lassen [...] zumalhlen das Land durch das viele Hexen-Brennen mehr denn zu viel beschrien ist. 

## Das Inquisitionsverfahren

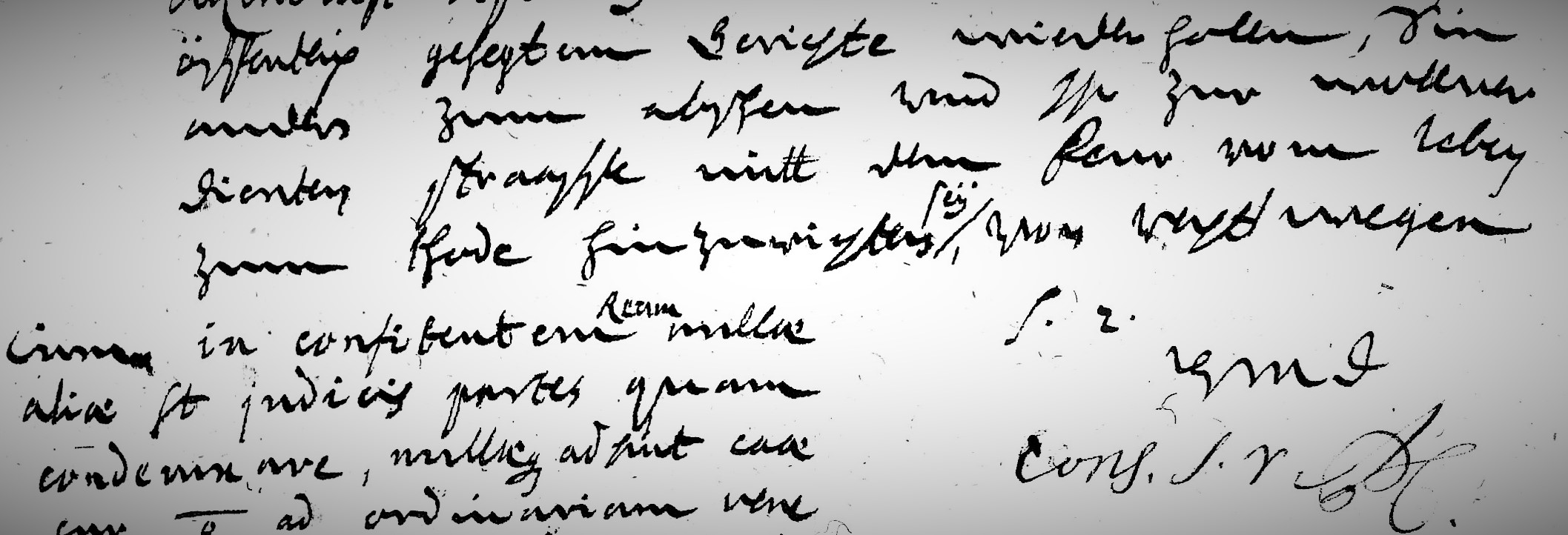
Todesurteil: [...] wohlverdiente Strafe mit dem Feuer zum Tode [...] für Elisabeth Weden, genannt Dabers

Die Rechtsbelehrung wurde am 4. August 1697 dem Gerichtsherren von Maltzan zugestellt. Der erste Verfahrensschritt eines Inquisitionsverfahrens sollte eine peinliche Befragung sein. Bei einer gerichtlichen Vorladung solle sie ermahnt werden, die reine Wahrheit zu bekennen um ihr durch Folter keine Schmerzen zufügen zu müssen. Es waren verschiedene Fragen zu beantworten, u. a. ob sie zaubern könne. Außerdem wurde ihr der Scharfrichter gegenübergestellt, der ihr die Folterinstrumente vorführte. Außerdem wurden Zeugen befragt, was dazu führte, dass sie gefoltert wurde, um ein Geständnis der Hexerei zu erpressen. Da bis zu diesem Zeitpunkt immer noch kein Geständnis vorlag, nahmen die Folterprozeduren ihren Lauf, bis sie schließlich den Tatbestand der Hexerei zugab. Daraufhin wurde das Folterprotokoll und das Geständnis der juristischen Fakultät Greifswald zugeleitet. Die Fakultät befand, dass die Angeklagte das abgelegte Geständnis vor einem öffentliche Gericht zu wiederholen habe und dann hinzurichten sei.

## Vollstreckung
Der Gerichtsherr, Baron von Maltzan, verbrannte Elisabeth Dabers auf einem Scheiterhaufen vor den Toren der Stadt. Maltzan ließ das Haus der Weden zwangsversteigern, um die Gerichtskosten zu decken. Keiner der Bürger von Penzlin wollte das Haus der Wedens kaufen. Thomas Kirchner, der Schwager des Sohnes Otto von Elisabeth Weden, kaufte das Haus für 30 Taler in die Familie zurück.